# Stradower Teiche

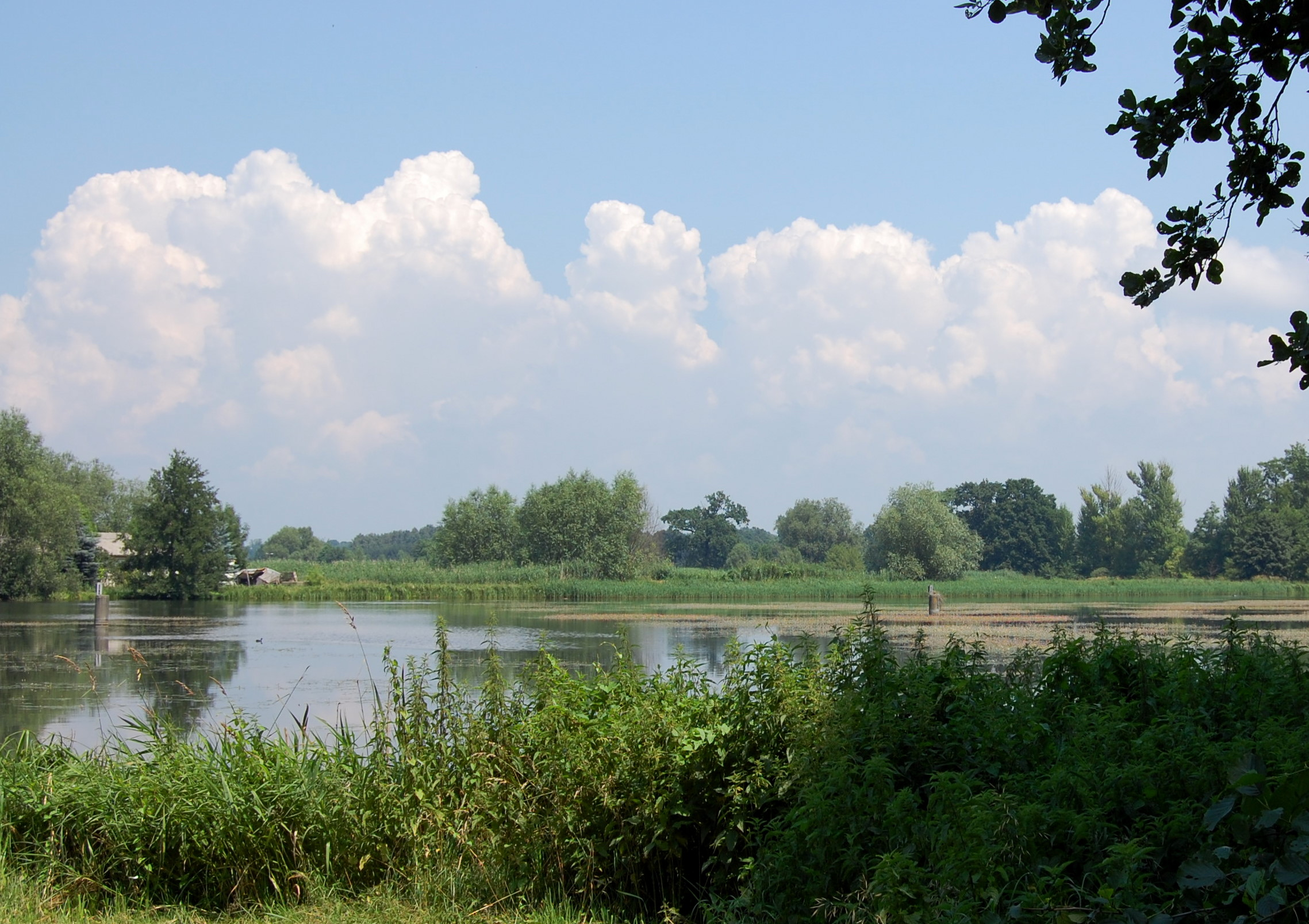
Blick von Süden auf den südlichen Teich

Als Stradower Teiche (niedersorbisch Tšadojske gaty) werden die Teiche einer Teichwirtschaft nördlich von Stradow im Spreewald bezeichnet.
Die Teiche wurden etwa um 1900 angelegt und dienen auch heute noch der Fischwirtschaft. Zuvor befanden sich in dem Gebiet ausgedehnte Sumpfwiesen. Heute führt der Gurkenradweg durch die Teichlandschaft. Östlich der Stradower Teiche verläuft das Vetschauer Mühlenfließ. Insgesamt bestehen heute neun Teiche und vier kleinere Becken. Die Gesamtausdehnung der Anlage beträgt in Nord-Süd-Richtung etwa 600 m, in West-Ost-Richtung ungefähr 400 m.
Von besonderer Bedeutung ist die ökologische Qualität des heute zu einem FFH-Gebiet gehörenden Areals. Neben Störchen und Kormoranen leben hier auch Graureiher, Fisch- und Seeadler. Auch die Rotbauchunke ist heimisch.